# Lázaro Vinícius
Lázaro Vinicius Marques (Belo Horizonte, 12 de marzo de 2002) es un futbolista brasileño que juega como delantero en la U. D. Almería de la Segunda División de España.

## Trayectoria
Formado en el fútbol base del Clube de Regatas do Flamengo, debutó con el primer equipo el 27 de septiembre de 2020 al entrar como suplente de Lincoln en un empate por 1-1 frente a Palmeiras en el Campeonato Brasileño de Fútbol Serie A 2020. Sus primeros goles como profesional llegaron el 26 de enero de 2022, anotando un doblete frente al Portuguesa Santista en el Campeonato Carioca 2022.
El 1 de septiembre de 2022 llegó a España después de fichar por la U. D. Almería para las siguientes seis temporadas. Debutó el día 12 en el partido de la 5.ª jornada de Liga ante C. A. Osasuna que perdieron por la mínima. Su primer tanto en España llegó a finales de octubre en una victoria ante el R. C. Celta de Vigo. Contribuyó con otros cinco goles a conseguir la permanencia y en febrero de 2024 regresó a Brasil para jugar hasta final de año en la S. E. Palmeiras.

## Clubes
Actualizado al último partido disputado el 11 de junio de 2025.
| Club                     | País   | Año       | Partidos | Goles |
| ------------------------ | ------ | --------- | -------- | ----- |
| C. R. Flamengo           | Brasil | 2020-2022 | 62       | 8     |
| U. D. Almería            | España | 2022-2024 | 36       | 6     |
| S. E. Palmeiras (cedido) | Brasil | 2024      | 35       | 3     |
| U. D. Almería            | España | 2024-     | 18       | 1     |